# Homogeniseren

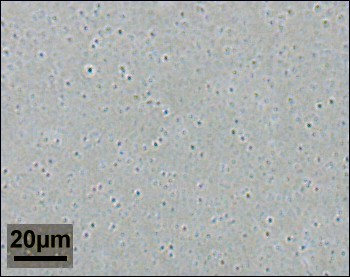
Kleine vetbolletjes in gehomogeniseerde melk

Homogeniseren is het proces van meer gelijke deeltjesgrootte te krijgen (of een meer homogeen mengsel) van substanties.
Homogeniseren van melk houdt in dat de vette bestanddelen van melk (melkvet) en de waterige bestanddelen tot een emulsie worden gemengd. Dit wordt bereikt door de melk onder hoge temperatuur en druk door een zeef met zeer kleine gaatjes te persen zodat kleinere vetbolletjes ontstaan. Hoe kleiner de vetbolletjes, hoe langer het duurt voordat de room uiteindelijk toch weer boven komt drijven. Het homogeniseren wordt gecombineerd met de temperatuurbehandeling die de melk ondergaat.
Homogeniseren werd als eerste toegepast bij gesteriliseerde melk. Immers, anders zou in de hals van de fles een roomprop ontstaan. Om dezelfde reden wordt ook gesteriliseerde koffiemelk en gesteriliseerde koffieroom altijd gehomogeniseerd.

## Andere betekenissen
In de verkeerskunde betekent homogeniseren het aanpassen van de individuele snelheden van  motorvoertuigen door verkeersmaatregelen waardoor de spreiding van de snelheden afneemt.